# بيل باتلر (لاعب كرة قاعدة)
بيل باتلر (بالإنجليزية: Bill Butler)‏ هو لاعب كرة قاعدة أمريكي، ولد في 12 مارس 1947 في هايتسفيل في الولايات المتحدة.

## وصلات خارجية
- بيل باتلر على موقعبيزبول رفرنس.كوم (الدوري الرئيسي) (الإنجليزية)
- بيل باتلر على موقعبيزبول رفرنس.كوم (الدوري الثانوي) (الإنجليزية)
- بيل باتلر على موقع مشجعي الرسوم البيانية (الإنجليزية)